# Eurymela erythrocnemis
Eurymela erythrocnemis är en insektsart som beskrevs av Hermann Burmeister 1838. Eurymela erythrocnemis ingår i släktet Eurymela och familjen dvärgstritar. Inga underarter finns listade i Catalogue of Life.